# Исправительно-трудовые лагеря на урановых рудниках Чехословакии

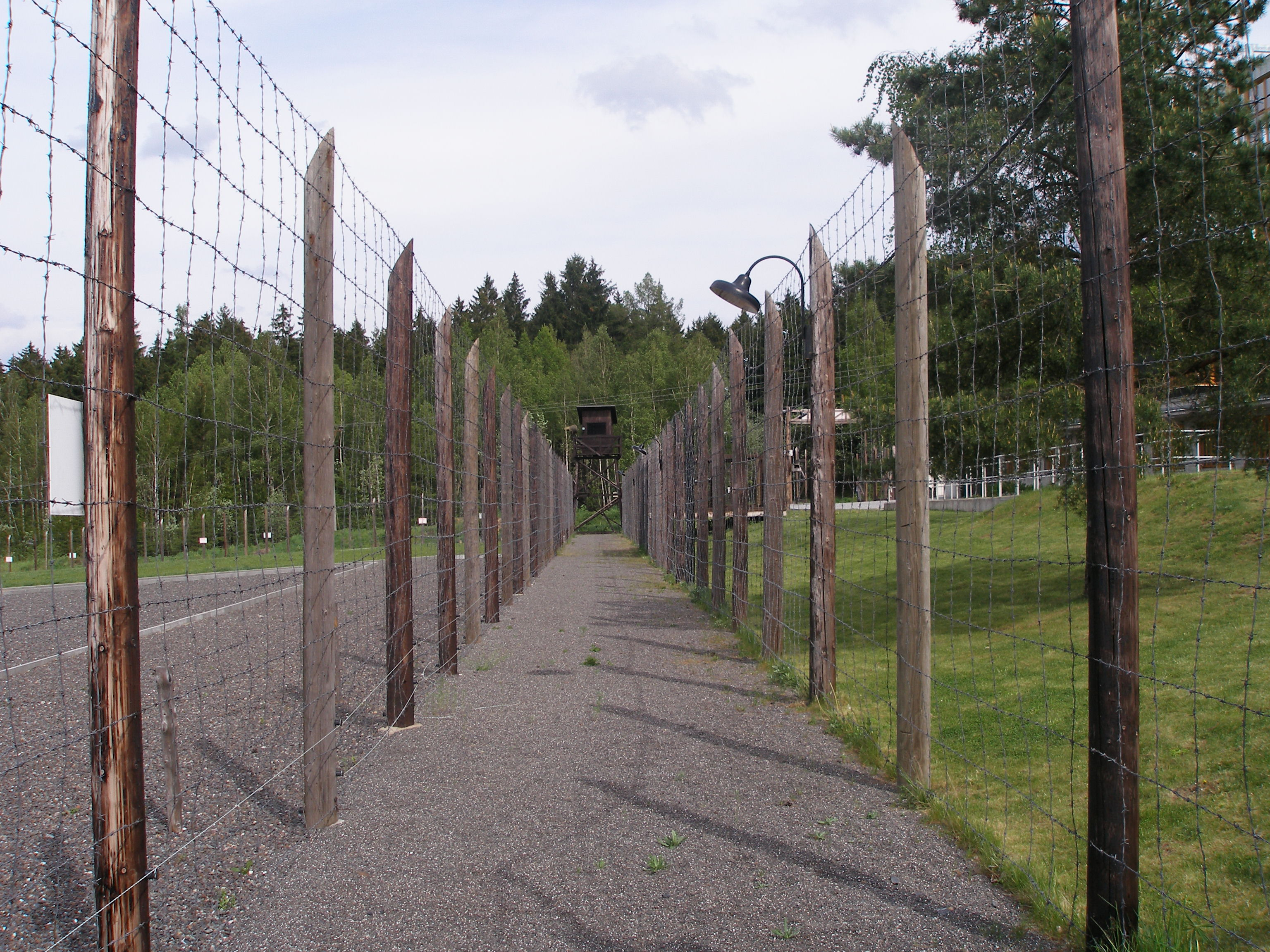
Ограждение лагеря Война-Лештице. Фрагмент зоны обстрела в лагере Война

Исправительно-трудовые лагеря при отдельных филиалах национального предприятия «Яхимовские рудники» (чеш. Jáchymovské doly) действовали на территории бывшей Чехословакии  в период с 1949 по 1961 год. Всего известно 18 тюрем лагерного типа, построенных вблизи некоторых урановых шахт в районе Яхимова, Горни-Славкова и Пршибрама.  Местные каторжники (заключенные) были вынуждены добывать урановую руду для Советского Союза в  предельно тяжелых нечеловеческих условиях, вышедших в 1950-1953 гг. даже за границы коммунистической законности тех лет.
В 1949—1954 годах эти лагеря официально назывались тюремными (карательными) лагерями или рабочими бригадами заключенных, а с 1954 года — исправительно-трудовыми лагерями. Всего через эти лагеря прошло около 65 000 зеков, из них около половины — политзаключенные.

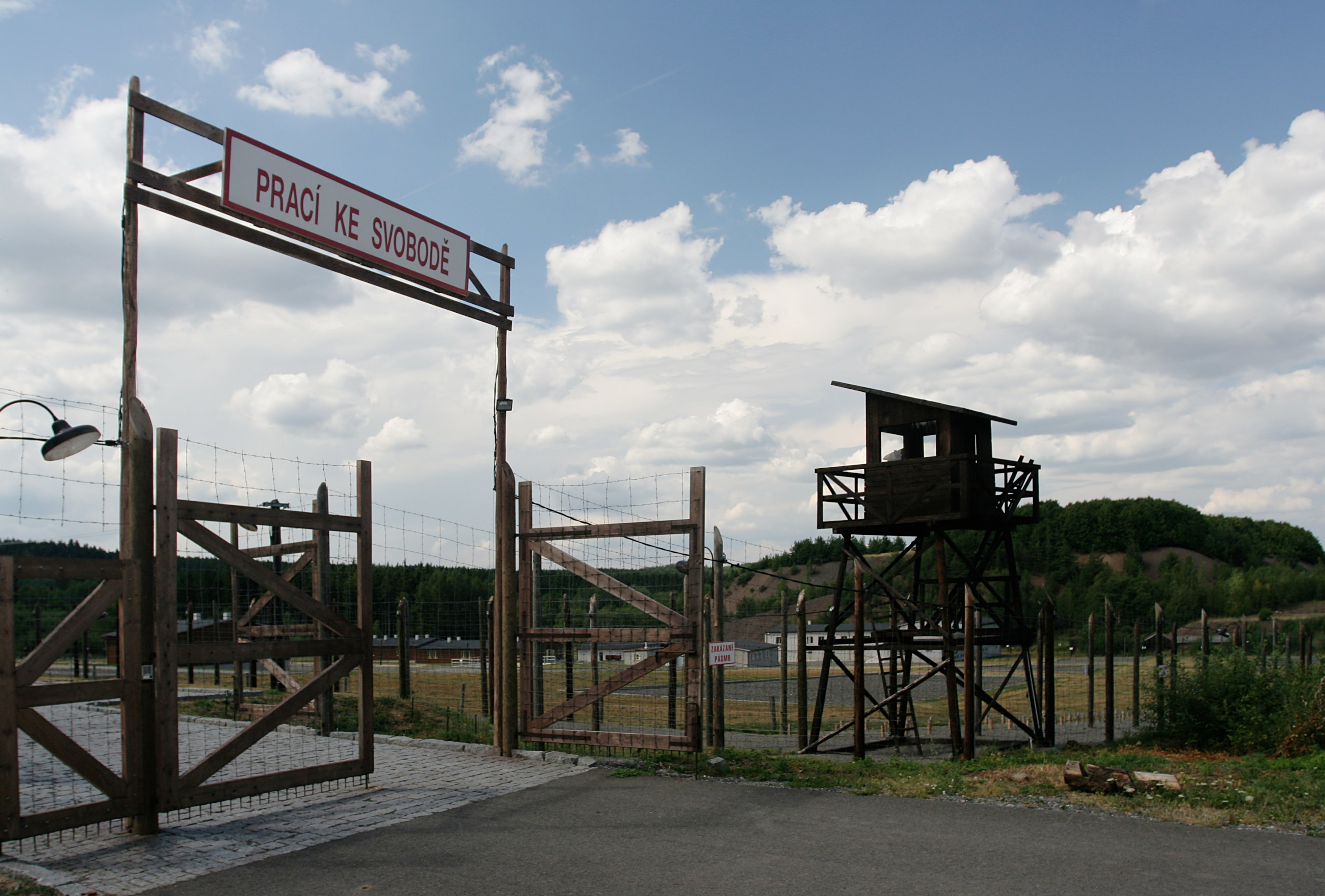
Ворота лагеря Война

## Назначение урановых лагерей
С возникновением послевоенного биполярного мира над странами нависла опасность нового вооруженного конфликта  -  между Советским Союзом и США. США, в отличие от СССР, обладали ядерным арсеналом, начиная с 1945 года. Поэтому коммунистической диктатуре Сталина необходимо было получить максимальное количество урана в кратчайшие сроки для производства собственного атомного оружия. Единственные открытые источники, доступные СССР, находились в Рудных горах (на территории Чехии Крушне-Гори чеш. Krušné hory). Поэтому сразу же после войны Страна Советов сделала все возможное, чтобы взять их под свой контроль.
На основе секретного чехословацко-советского договора от ноября 1945 года было создано национальное предприятие «Яхимовские рудники» (чеш. Jachymovské doly), задачей которого было обеспечить добычу урановой руды в объеме, в том объеме, который требовался чехословацкой стороне по договору. Численность гражданских горняков, привлеченных на урановые рудники  из различных регионов Чехословакии, была недостаточной. Поэтому, чтобы ускорить и увеличить поставки, на горные работы было отправлено несколько сотен этнических немцев, исключенных с этой целью из числа ожидавших запланированную депортацию. В то же время к добыче урановой руды привлекались и немецкие военнопленные, большая часть которых была перевезена на территорию Чехословакии преимущественно из Советского Союза и Германии .  В 1949 года эта разнородная группа привлеченных к принудительному труду на Яхимовских рудниках была дополнена заключенными из лагерей принудительных работ, наказаных судом (в том числе осужденных по политическим статьям).
Организацию горнодобывающей деятельности обеспечивало национальное предприятие «Яхимовские рудники», формально контролируемое отечественными горнодобывающими властями, но на практике полностью находившееся под влиянием постановлений высших коммунистических представителей. Ключевой целью предприятия была добыча максимального количества урановой руды в кратчайшие сроки, независимо от обстоятельств. Все стратегические решения принимались Постоянной смешанной чехословацко-советской комиссией в Праге, а не горнодобывающей компанией. Задачей Яхимовской компании и подчиненных ей горнодобывающих предприятий-филиалов должна была стать организация работ, обеспечение рабочих необходимым оборудованием и снаряжением, но на практике условия для осуществления добычи руды не создавались в протяжении многих лет. Все ложилось на плечи самих  шахтеров, рабочие из числа заключенные несли двойную нагрузку.
Предприятие «Яхимовские рудники» также являлось владельцем лагерных зон и отвечало за их строительство и эксплуатацию. Таким образом, предприятие прямо и косвенно участвовало в репрессиях осужденных, эксплуатируемых урановой промышленностью.

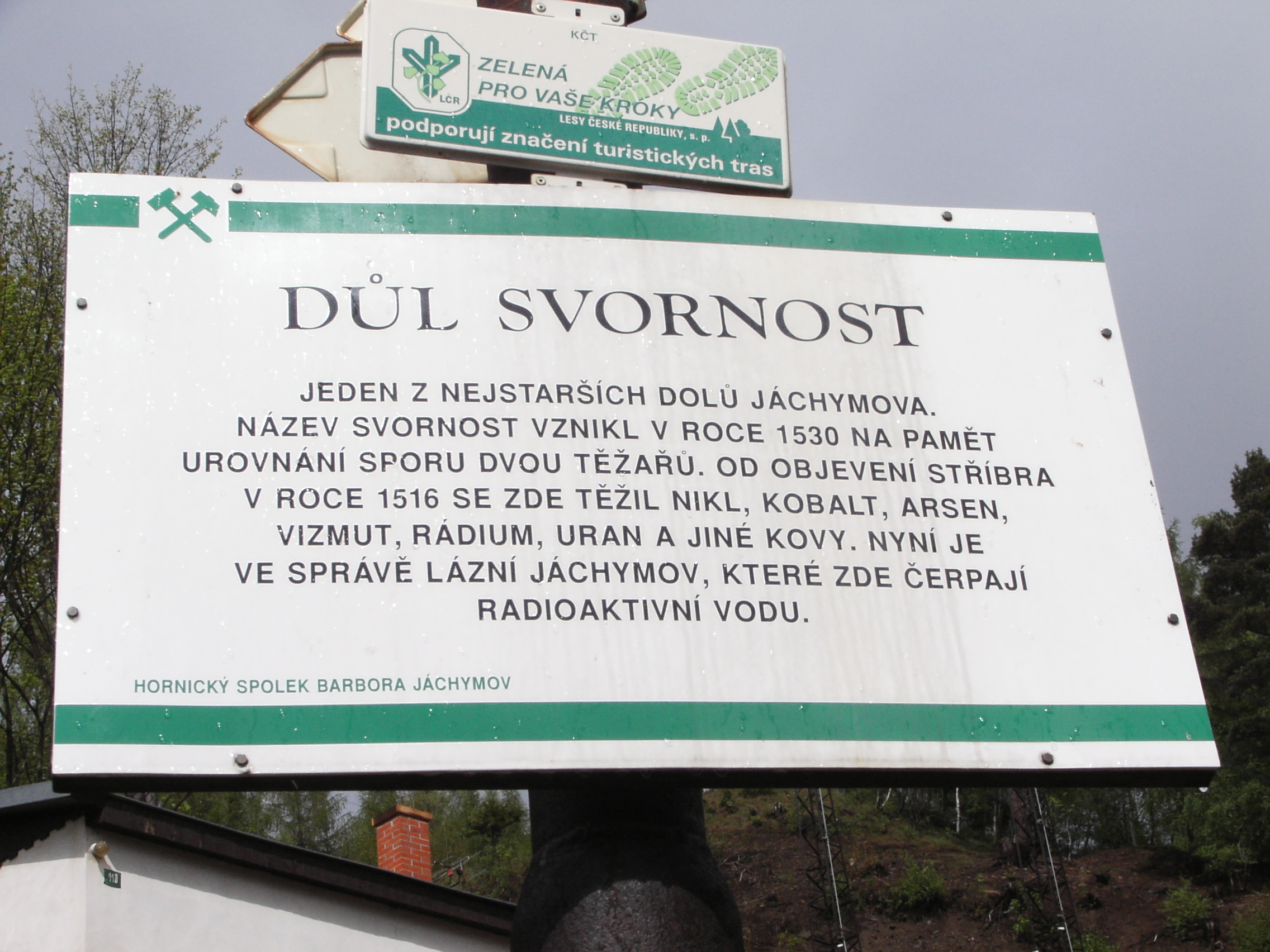
Информационный стенд в бывшем лагере "Сворность"

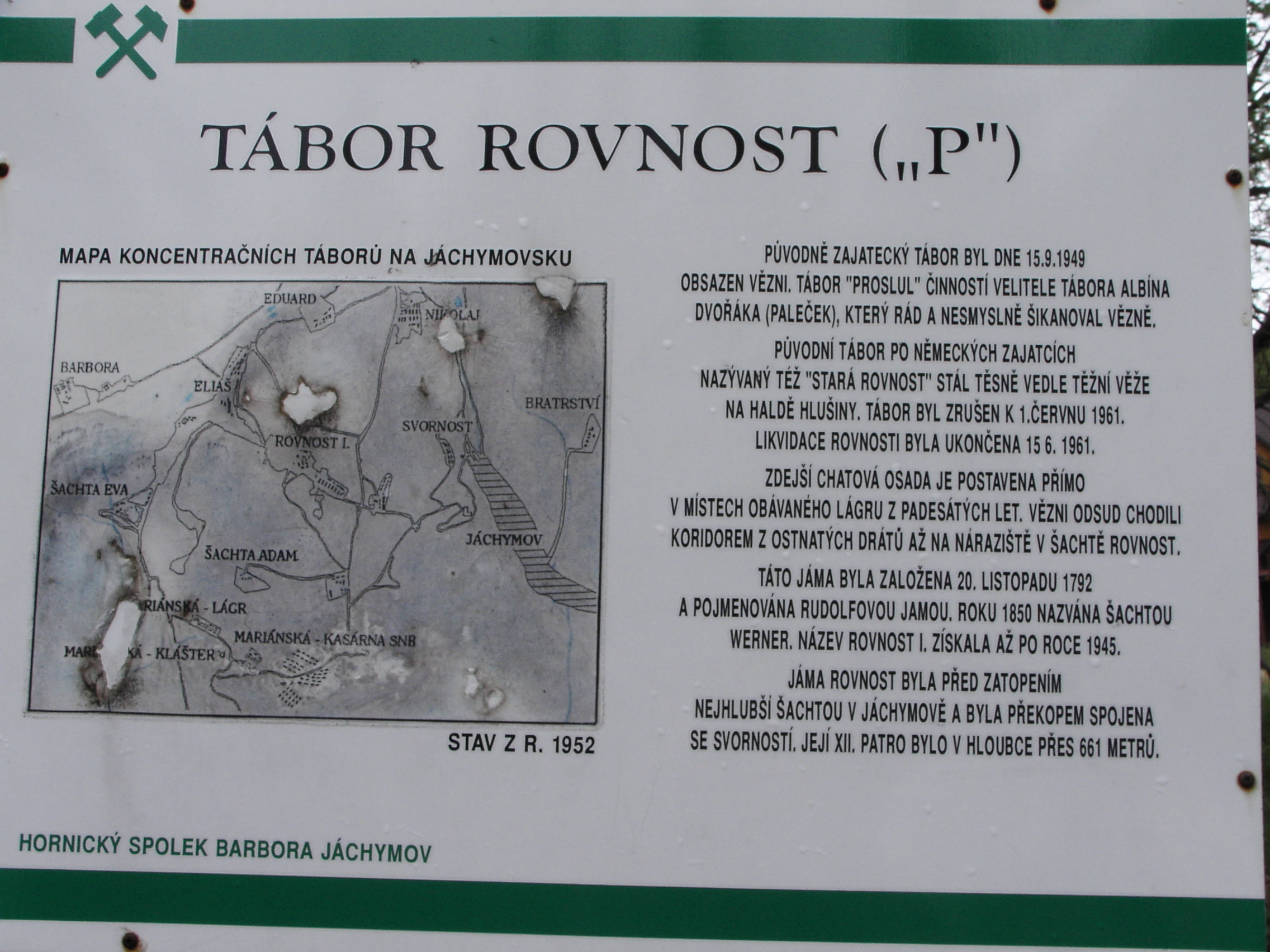
Информационный стенд в бывшем лагере «Равенство»

## Краткая история
После окончания Второй мировой войны  на урановых рудниках выделялось три типа лагерей несвободного труда. В период 1946–1950 гг. это были лагеря для немецких военнопленных, в 1949–1951 гг. -  лагеря принудительных работ (ЛПР, чеш. tábory nucené práce) и в 1949–1961 гг. исправительно-трудовые лагеря (ИТЛ). В частности, для немецких военнопленных использовались два деревянных барака, обнесенных колючей проволокой и расположенных возле шахт  «Братство» и «Равенство», позже их количество увеличилось до девяти. Лагеря принудительных работ (ЛПР) были созданы на основании Закона 247/1948 Св. зак. "О лагерях принудительных работ". Для того, чтобы попасть в ЛПР, гражданин не обязательно должен был совершать какое-либо преступление, достаточно было простого подозрения. За небольшим исключением людей приговаривали к заключению на срок от трех месяцев до двух лет без надлежащего  суда, по решению местных органов или комитетов Коммунистической партий Чехословакии (КПЧ) и Советского Союза (КПСС). С декабря 1948 по август 1950 года комиссии рассмотрели 31 тысячу предложений и отправили     лагеря принудительного труда 16 691 человека. В 1949 году лагеря принудительных работ были упразднены и заменены исправительно-трудовыми лагерями (ИТЛ). Часть исправительно-трудовых лагерей была построена на базе на базе оставленных лагерей немецких военнопленных и лагерей принудительных работ, некоторые лагеря отстраивалась с нуля. Закрытие лагерей было связано с прекращением добычи руды в этом районе.

## Управление исправительно-трудовыми лагерями
В отличие от лагерей принудительных работ, которые контролировались Министерством внутренних дел (МВД, чеш. Ministerstvo vnitra) Чехословакии, исправительные лагеря первоначально находились в ведении Министерства юстиции (чеш.Ministerstva spravedlnosti)Чехословакии, с весны 1951 года — Министерства национальной безопасности (МНБ, чеш. Ministerstvo národní bezpečnosti), и только после упразднение МНБ в 1953 году контроль над исправительными лагерями перешел к МВД. Значительное влияние на функционирование лагерей и повседневные страдания заключенных оказывала и горнодобывающая компания "Яхимовские рудники".
Тюремные  лагеря на урановых рудниках создавались постепенно в период с 1949 по 1953 год. Основой формирующейся лагерной системы стала группа лагерей возле старейших урановых шахт в окрестностях Яхимова с центральным управлением в Выкманове (часть города Остров). Местные исправительные лагеря первоначально начали функционировать как филиал тюрьмы Пльзень-Боры, а впоследствии была создана и отдельная лагерная администрация, получившая кодовое название «Станция Остров» или Управление лагерей Остров. Для быстрого увеличения добычи урана, такие же лагеря вскоре начали создаваться вблизи Горни-Славкова, а также вблизи Пршибрама. Со временем сложилась система лагерей, состоящая  18 огороженных объектов. Поскольку два из них переехали в другое место, встречаются упоминания о  территориях 20 лагерей, их названия тем не менее  остались неизвестными. Все карательные лагеря на урановых рудниках  были определены как филиалы Островской тюрьмы, что фактически создало крупнейшую пенитенциарную организацию, когда-либо существовавшую на территории Чехословакии.
Администрация исправительных урановых лагерей базировалась в Выкманове, где также находился главный лагерь. В 1950-1954 гг. в качестве управляющего и  основного лагеря из соображений безопасности начал использовался т.н. “Центральный лагерь”, построенный в самой охраняемой зоне прямо  возле Яхимова (недалеко от шахты Братство).
В течение нескольких лет надзор за лагерями для заключенных был предметом юрисдикционных споров и закулисной политики между советскими поверенными по тюремным делам, советскими руководителями Яхимовских рудников, органами Министерства юстиции и Министерства национальной безопасности. Советские власти, которые до 1950 года управляли сетью собственных лагерей военнопленных в этом районе, были заинтересованы в том, чтобы взять на себя руководство вновь созданными исправительными лагерями. Чехословацкая сторона категорически отвергала такую возможность. Попытки закулисного влияния советских поверенных  на события в лагерях были причиной многочисленных споров о компетенции в течение нескольких лет. Однако предметом конфликтов было исключительно силовое влияние, а не условия жизни заключенных.
До весны 1951 года надзор за заключенными внутри лагерей обеспечивал  Корпус тюремной охраны, находившийся  в ведении Министерства юстиции. Весной 1951 года Министерство национальной безопасности  (подразделение Корпуса национальной безопасности  Ержаб, чеш. útvar SNB Jeřáb) ранее осуществлявшее  надзор за заключенными за пределами лагерей (сопровождение на работу и обратно) силой взяло на себя все управление лагерями. После упразднения МНБ в 1953 году управление лагерями с вновь приобретенными широкими полномочиями взяло на себя Министерство внутренних дел. Впоследствии система урановых лагерей функционировала под кодовым названием «Справа М.В. Яхимов» (чеш. Správa MV Jáchymov). Охрану стала обеспечивать  внутренняя стража Министерства внутренних дел.

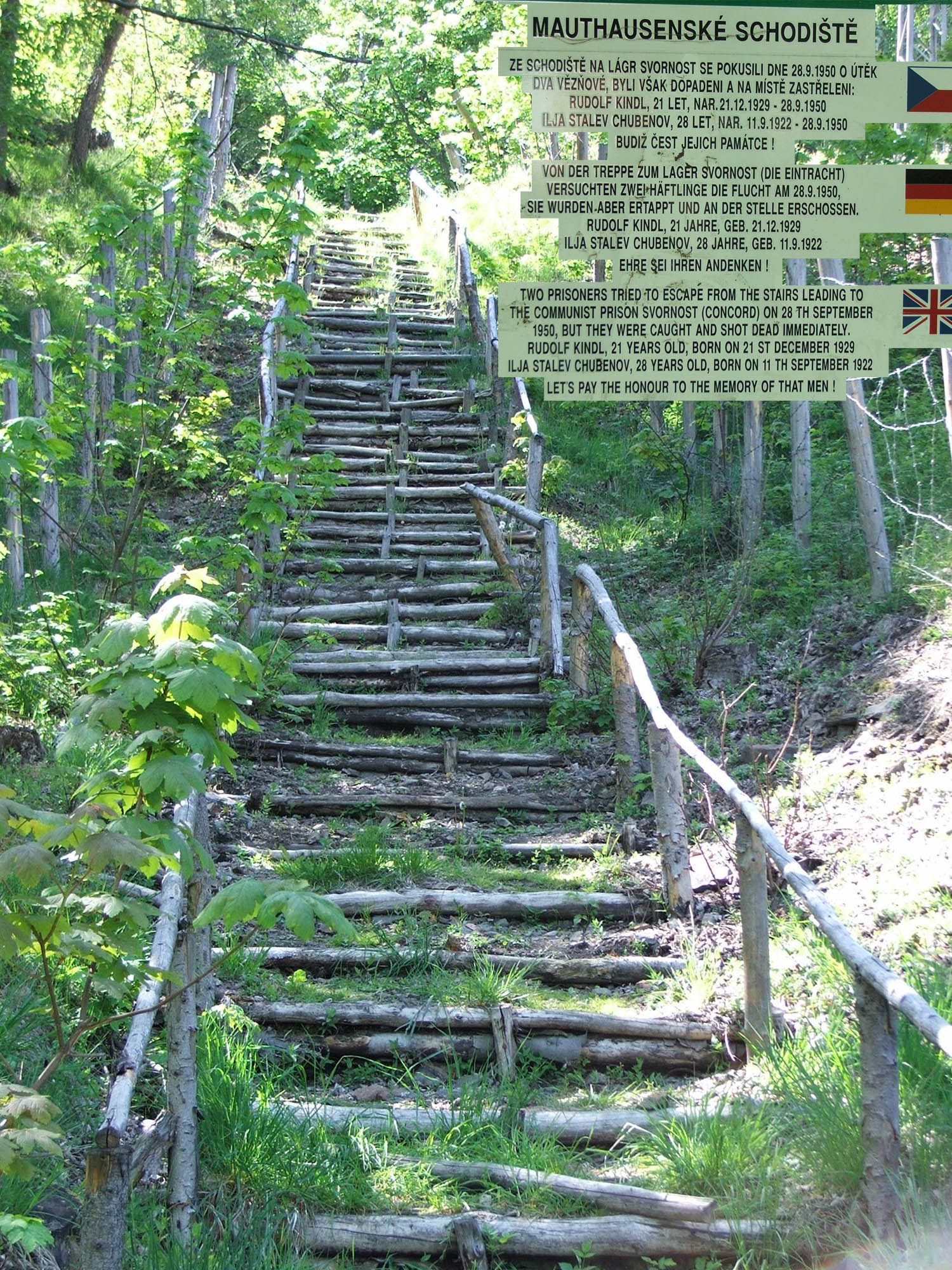
Лестница к бывшему лагерю Сворность под Яхимовым

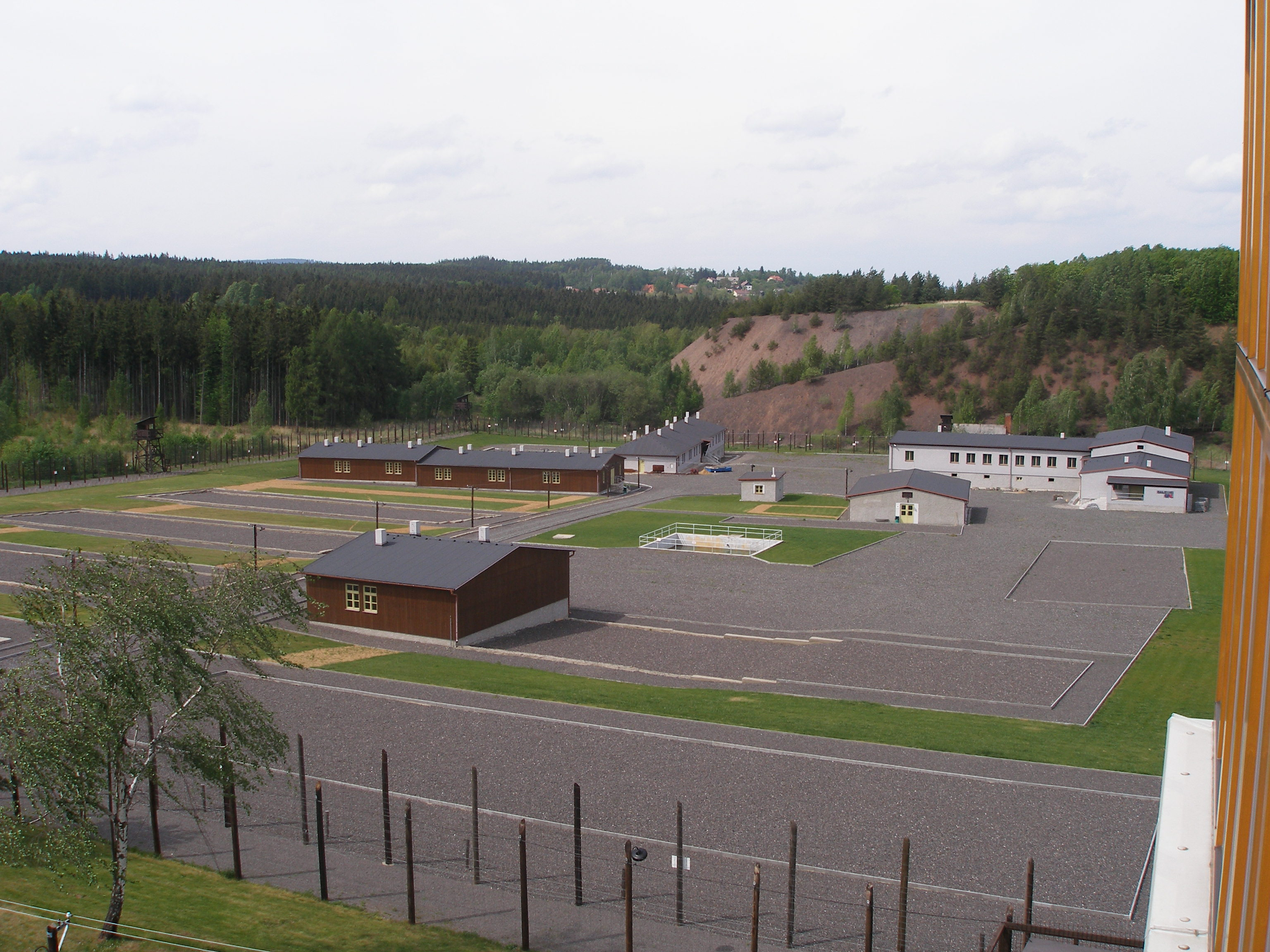
Территория лагеря Война

## Работа исправительных лагерей
Каждый исправительный лагерь представлял собой отдельную оперативную единицу. Формальным представителем каждого лагерного учреждения был его начальник  - член тюремной охраны, а с 1951 года член Корпуса национальной безопасности “Ержаб”, обладавший полномочиями уровня начальника обычной  стационарной тюрьмы. Он был ответственен только перед центральным управлением лагерей. Команда его подчиненных состояла из помощника по воспитанию, начальника снабжения и группы рядовых сотрудников лагерной охраны. Важную роль в повседневной работе лагеря играло так называемое тюремное самоуправление, т.е. группа элитных заключенных, наделенная организационными полномочиями по отношению к другим осужденным  и часто  злоупотребляющая ими.
Каждый лагерь был обнесен высоким двойным забором из колючей проволоки. Территория лагеря непрерывно охранялась с нескольких высоких сторожевых вышек (т.н. скворечников). Внутри лагеря располагался комендантский барак с кабинетами и палатами лагерной администрации, а также бараки для заключенных, кухня, прачечная, склады (продовольствия, топлива и др.), столовая, барак перевоспитания ( так называемые культурные бараки), прачечная,  барак для исполнения наказаний и  штрафной изолятор (одиночное заключение).
Примерно половину узников урановых лагерей составляли политические заключенные разного толка. Именно мнимые или реальные противники коммунистического режима  страдали в лагерях больше остальных.  Исправительные лагеря печально  славились грубыми нарушениями, противоречащими даже коммунистическим законам того времени. Эти беззакония были направлены в первую очередь против классовых врагов режима, а не против воров и убийц, которые составляли вторую по величине лагерную общину и, как ни парадоксально, считались лагерной администрацией наиболее благонадежными заключенными. До 1955 года в лагерях также существовала третья группа заключенных - осужденные в рамках послевоенных ретрибуций. Но даже эта группа осужденных не может быть обобщена.
Большинство лагерных бараков представляли собой хлипкие деревянные конструкции. Постройки не имели  углубленного в землю основания и стояли на низких столбах, чтобы исключить риск подрыва и попытки побега. В обычном жилом бараке было десять-двенадцать комнат, в которых проживало в среднем от двадцати до тридцати каторжников. Обитатели барака спали на двухъярусных нарах. Помимо спального места каждый осужденный мог также иметь картонную коробку, для хранения нескольких личных вещей. В центре каждой комнаты стоял  стол, за которым днем сидели осужденные, приписанные к ночной смене. В каждой комнате также  была печь, она использовались только зимой и только днем. Ночью топить печь запрещалось из опасений возможного пожара. Кроме того, заключенные получали ограниченный запас топлива, которого часто не хватало даже в течение дня. С осени до весны хлипкие помещения не могли удерживать достаточный уровень тепла.
Осужденные работали на урановых рудниках в две или три смены. На рабочем месте они постоянно контактировали с гражданскими шахтерами, которые поручали им работу. Хотя гражданских предупреждали о недопустимости общения с осужденными, у большинства шахтеров были двойственные отношения с коммунистической системой, и они регулярно пренебрегали мерами предосторожности и нарушали предписания, связанные с государственной безопасностью.  Некоторые гражданские лица участвовали в травле осужденных; другие, напротив, понимали, что помимо убийц и насильников здесь присутствует множество политических заключенных, и старались им помогать.

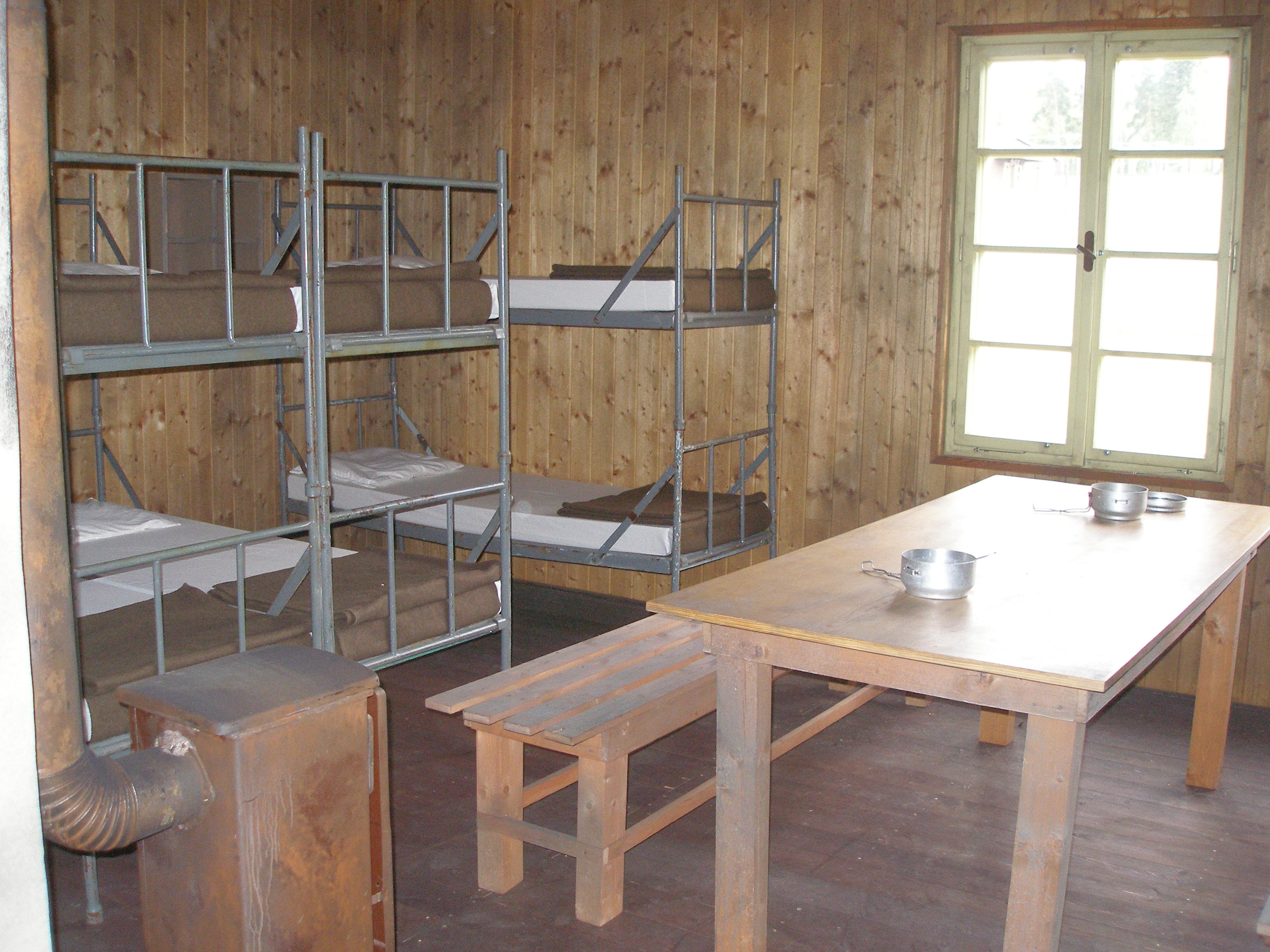
Интерьер барака

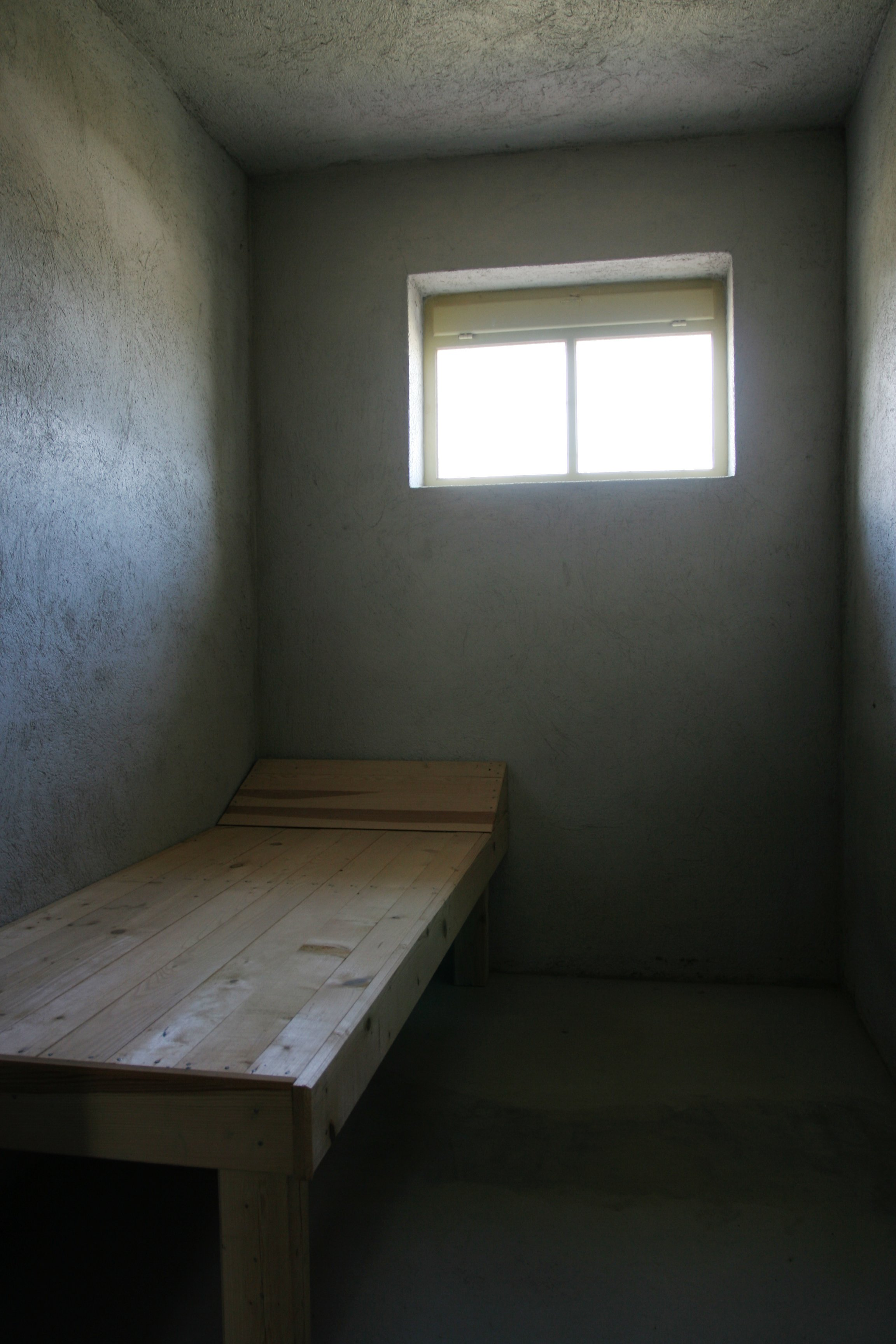
Подземный изолятор в лагере Война

## Издевательства и беззаконие
В основе судебного и полицейского аппарата коммунистической Чехословакии лежала классовая ненависть и безжалостность репрессивных властей.  Таким образом, практически все структуры государственного управления и самоуправления получили возможность прямо или косвенно участвовать в неправомерных притеснениях реальных или мнимых критиков коммунистического режима.  В 1950-е годы в национальных тюрьмах был совершались многочисленные противоправные действия, и исправительно-трудовые лагеря не стали исключением из этой репрессивной политики.
Практически каждый день осужденных был наполнен мелкими формами издевательств, которые в большей или меньшей степени выходили за рамки необходимого уровня строгости тюремной дисциплины. Все зависело от личностных характеристик отдельных охранников, особенностей конкретного лагеря, политической ситуации и характера конкретного заключенного. В целом криминальные заключенные считались в глазах лагерной администрации более надежными и заслуживающими доверия, в то время как политические узники расценивались как необучаемые враги государства, не заслуживающие милосердия.
Наиболее частыми формами повседневных издевательств было идеологически мотивированное словесное унижение политических заключенных. Также обычной практикой был созыв узников и  проведение избыточных и длительных проверок по несколько раз за день. Некоторых политических заключенных привлекали к работе в штрафных бригадах, где они должны были заниматься уборкой лагеря, невзирая на усталость после работы в шахте или же выполнять совершенно бессмысленные задания (например, переносить камни из одной кучи в другую и наоборот). Также изнурительными и унизительными были идеологические проповеди во время проверок или обязательных политзанятий. Кроме того, охранники произвольно запрещали политзаключенным посещать родственников и общаться с ними. Возможности для личностного развития политических заключенных были минимальными.
Одной из самых жестоких и иррациональных форм лагерных издевательств  был отказ в достаточном питании тем, кто не выполнял требуемую норму работы. Их помещали в штрафной изолятор или карцер и выдавали урезанный пищевой паек.
Помимо запретов, ограничений и деспотизма, заключенные сталкивались и с открытым насилием. С беглецами или лицами, подозреваемыми в планировании побега, обращались очень жестоко. Во сотрудничестве с силами государственной безопасности лагеря они подвергались жестоким пыткам, как в качестве наказания, так и с целью выявления возможных сообщников. Любой осужденный, которого уличали в непокорности, дерзости или даже просто в  плохом приветствии кого-либо из лагерных охранников, подвергался индивидуальному физическому унижению. Практически каждого такого заключенного на несколько дней помещали в одиночную камеру, то есть запирали в специальном штрафном изоляторе. Нельзя не отметить и угрозы физической расправы, которые обрушивались на психику осужденных.
Наибольшее число актов беззакония и произвола наблюдалось в 1953-1955 годах. В 1956 году отмечалось временное обострение  лагерной ситуации, связанное с напряженной обстановкой в Польше и Венгрии.

## Лагерное стояние на морозе
Одной из самых жестоких форм лагерных пыток было наказание стоянием у лагерного "позорного столба" . На практике это выглядело так, что наказанному приходилось стоять несколько часов, а то и дней у лагерной ограды или перед кемендантским бараком. Лагерная охрана особенно любила применять это наказание,   в холодные и морозные дни, которые в осенне-зимний период были практически ежедневным явлением не только в Яхимовском районе, но и области Горни-Славкова.
Охране даже не нужно было прикасаться к стоящему у лагерного  “столба” заключенному. несколько часов стояния на морозе  в хлипкой одежде без воротников усмиряли его без каких-либо личных оскорблений.  С узников регулярно снимали шапки. У них не было ни перчаток, ни шарфов. Они находились во власти погоды, и  температура их тела  быстро падала. Психологическая цель  такого наказания, проводимого не в тайне закрытого исправительного учреждения, а на виду у всего лагеря, была очевидна. Невыносимые мучения наказанного должны были служить предупреждением для остальных обитателей лагеря и напоминать о том, как будут обращаться со всеми бунтовщиками. 
В 1950–1953 годах наказание в виде лагерного “столба” применялось практически во всех уравновых лагереях яхимовской системы. За пререкания и вызывающее поведение непокорным зэкам обычно приходилось по нескольку часов стоять под дождем или на холоде.  Беглецов также обливали водой и  даже отбирали у них обувь. Дольше всех оставались у ограды ортодоксальные адвентисты седьмого дня, настаивавшие на соблюдении субботы и отказывавшиеся в этот день идти на работу. На следующий день, несмотря на физическое изнеможение, им пришлось идти на работу, чтобы наверстать пропущенные часы. И это не было пределом жесткости лагерной охраны. Молодых Свидетелей Иеговы, отказавшихся в 1950–1953 годах добывать урановую руду для военных целей, ставили, а иногда и привязывали к лагерному позорному "столбу" на несколько дней или даже  на целую неделю, не имея возможности заставить их работать на военную промышленность.  Большинство из них после этого заболевали и часто оказывались в больнице.   По словам некоторых очевидцев, среди Свидетелей Иеговы, подвергшихся пыткам в  Яхимовских лагерях, были и замерзшие насмерть, однако существующие исследования не подтверждают эти случаи.   Это, конечно, не умаляет жестокости наказаний, при исполнении которых температура кожи  сопротивленцев падала ниже ощутимой сознанием, а сами они получали обморожения и теряли  сознание.

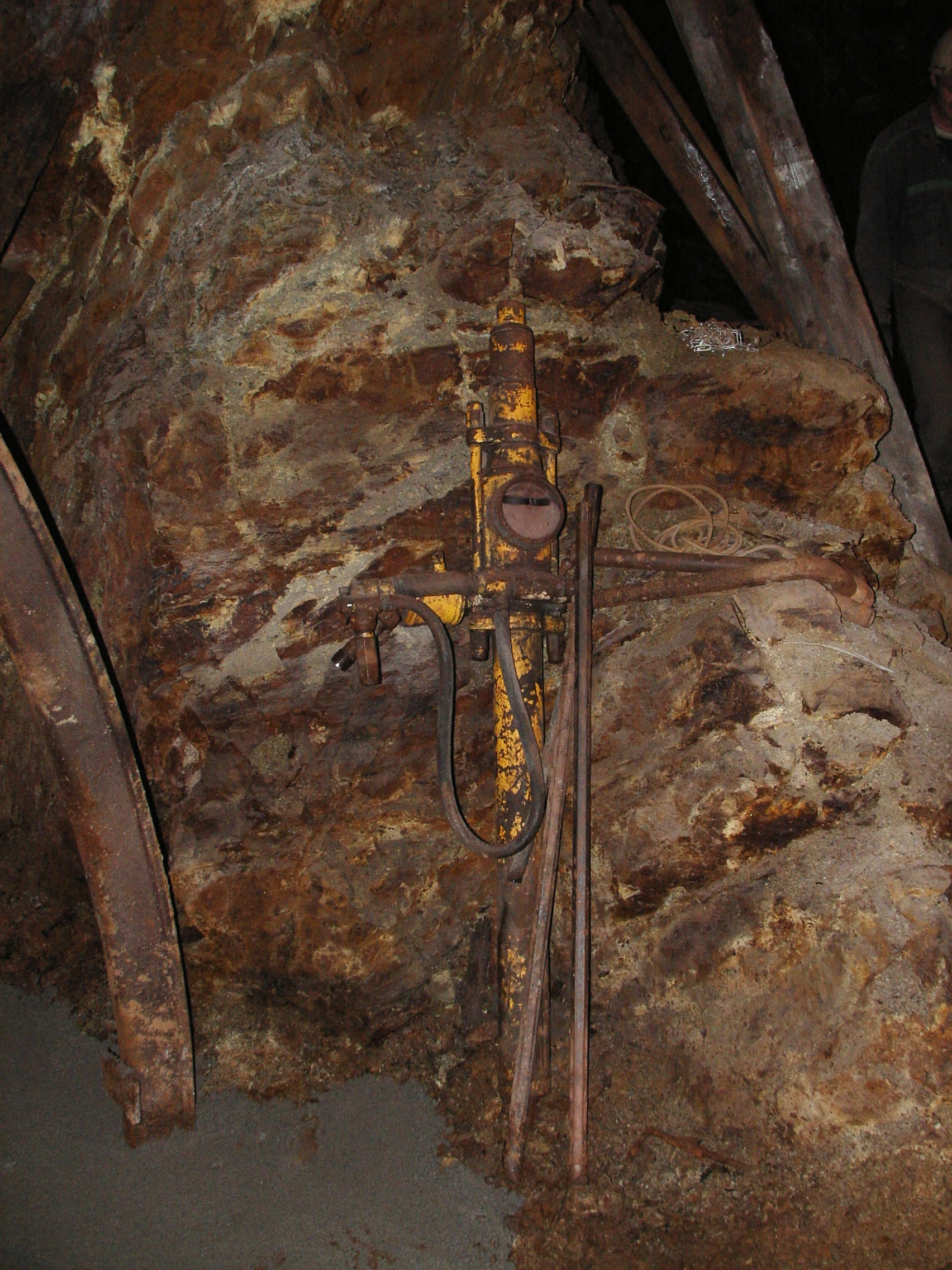
Старый горный бур в штольне шахты Сворность

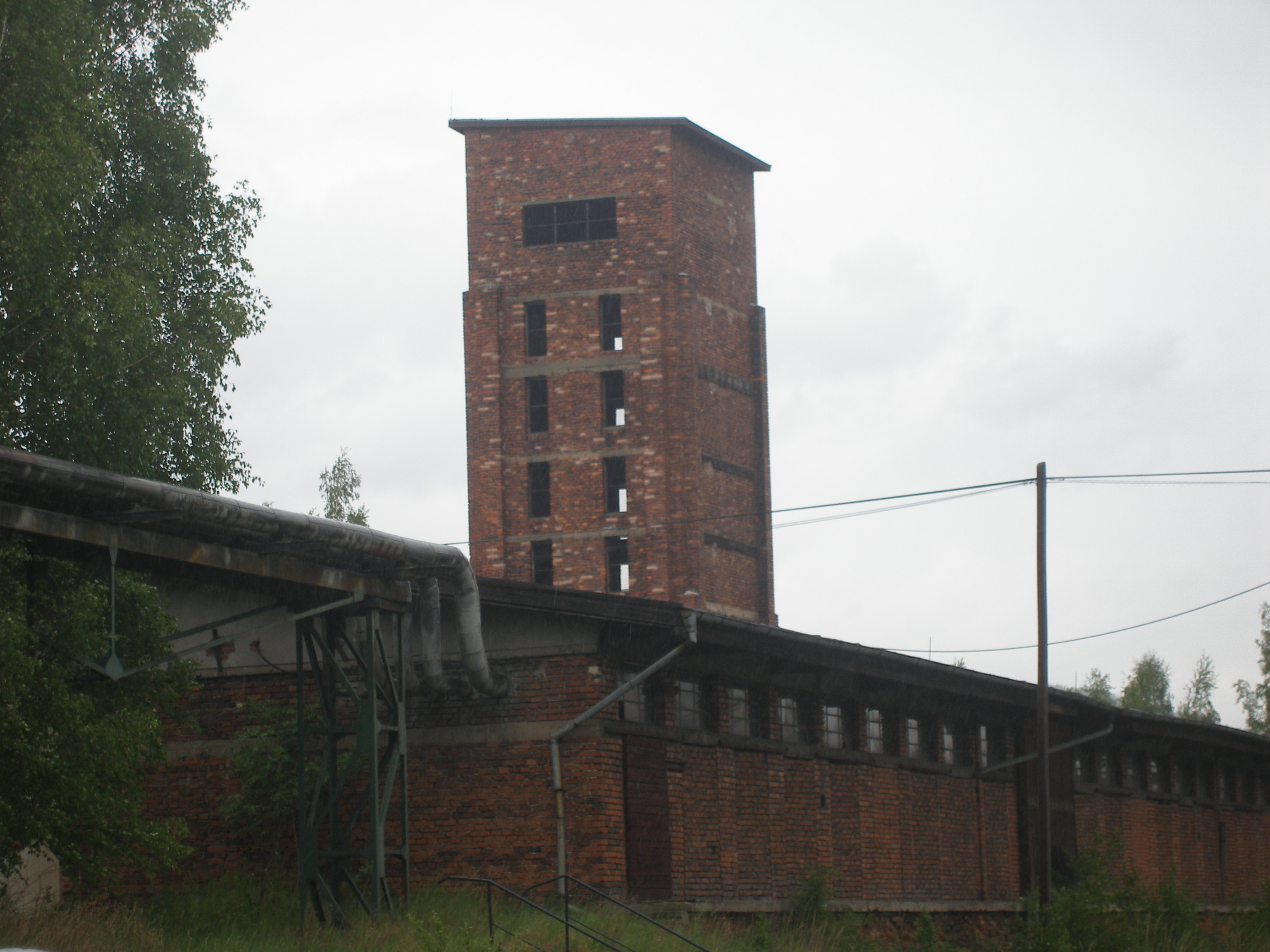
Так называемая Башня Смерти, бывшая сортировочная урановой руды

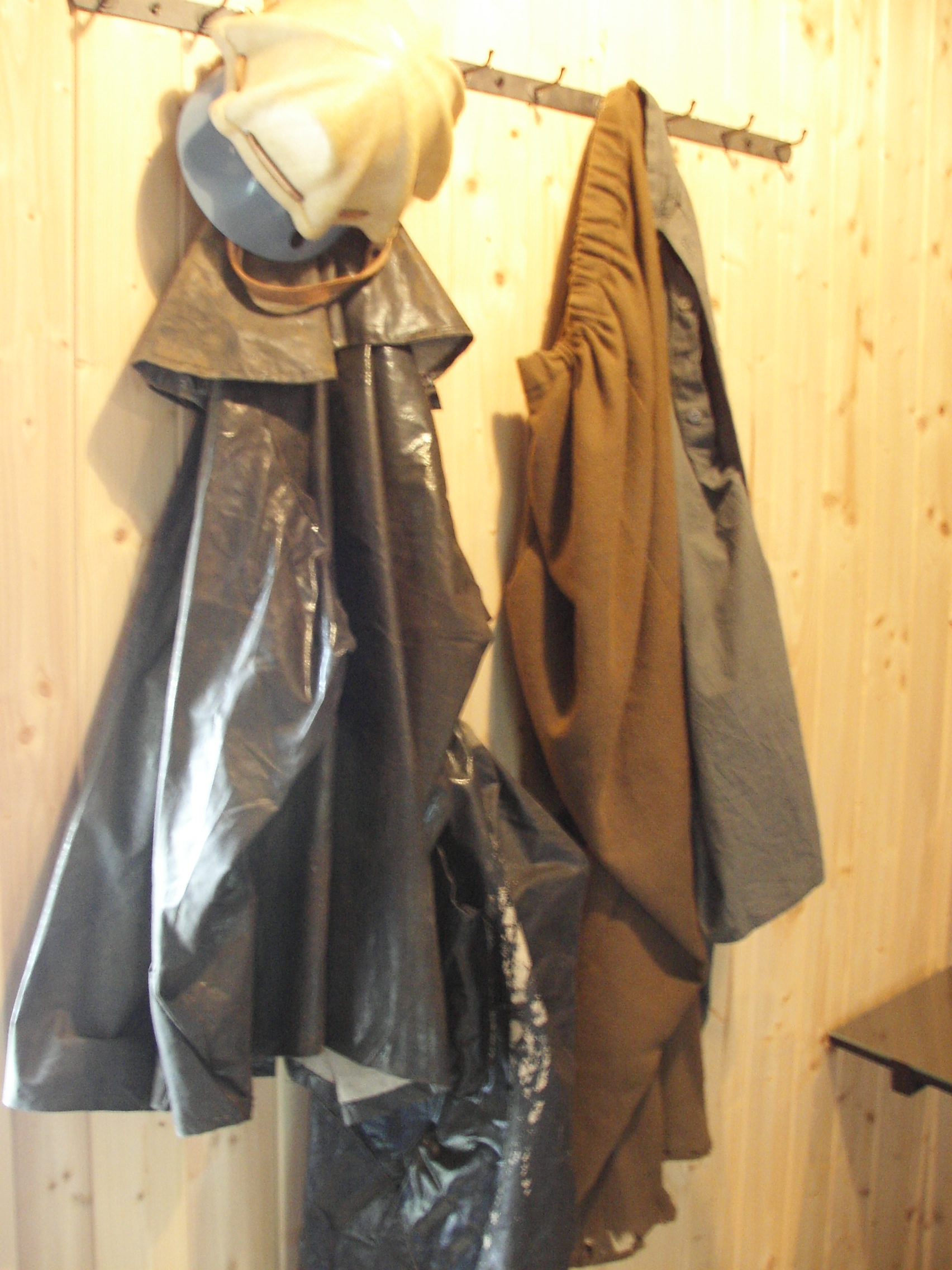
Фараки - рабочая одежда гражданских и несвободных вредителей.

## Прочие формы нарушения прав заключенных с причинением вреда здоровью
Национальное предприятие «Яхимовские рудники»,  репрессивный аппарат министерств юстиции, национальной безопасности и внутренних дел, а также вышестоящие государственные органы долгое время пренебрегали безопасностью труда и преуменьшали риски для здоровья, вытекающие из специфики добычи радиоактивных руд. В результате это привело к тому, что гражданские горняки и шахтеры из числа осужденных становились жертвами широкого спектра травм, хронических расстройств здоровья, а также профессиональных заболеваний, часто заканчивающихся летальным исходом.
О подозрительно высокой смертности яхимовских горняков уже давно знали местные врачи, и в начале XX века начались  исследования, направленные на выяснение  причин этого явления. Тем не менее, халатность ответственных органов привела к тому, что государство и горнодобывающая компания начали уделять более пристальное внимание здоровью шахтёров лишь во второй половине 1950-х годов.   Наибольшую опасность при работе на урановом руднике представляло вдыхание вредных для легких частиц поднятой гранитной пыли и радон. Постепенно было также доказано, что высокий процент равковых заболеваний среди местных шахтеров действительно был связан с сильной радиацией,  исходящей от урановой руды.
Совершенно непростительному обращению подвергались осужденные, вынужденные работать на   сортировке и дроблении урановой руды без надлежащих средств защиты. Наиболее тяжелые в этом плане условия наблюдались в лагереВыкманском лагере «L», где заключенные вступали в непосредственный контакт с радиоактивными обломками.
Другие формы серьезных последствий для здоровья испытали на себе и те, кто стал жертвой  охранников-садистов. Пожизненные последствия были связаны и с упомянутым выше лагерным грабежом, во время которого у заключенных сильно переохлаждались внутренние органы и обмерзала кожа.

## Урановые лагеря в легендах
Как и другие раздробленные исторические явления, урановые исправительные лагеря  обрастали легендами. Светская и, в некоторой степени, профессиональная общественность  принимала их на веру, только в последние годы возник и ведется научный дискурс, связанный с их осмыслением.
Основа мифологии урановых лагерей была заложена еще в конце 1960-х годов в связи с хаотичным сбором жалоб на репрессивные органы, власть которых в то время не получила адекватной и беспристрастной оценки. Таким образом, аисторические понятия такие, как «мукл» (мужчина, подлежащий ликвидации, чеш. mukl - „Muž Určený K Likvidaci“), «Яхимовские концлагеря», «ликвидационный лагерь Выкманов» и некоторые другие приобрели патину значимости и стали употребляться по отношению к яхимовской тюремной системе. К этому же периоду относится легенда об Альбине Дворжаке. Таким образом, истинный характер беззакония в исправительно-трудовых лагерях был установлен только в последние годы.

### Исправительно-трудовые лагеря, созданные на урановых рудниках
Список исправительно-трудовых лагерей (ИТЛ) на чехословацких урановых рудниках, действовавших в период с 1949 по 1961 год. 
| название лагеря                                                     | буквенное обозначение | расположение  | основание           | расформирование         |
| ------------------------------------------------------------------- | --------------------- | ------------- | ------------------- | ----------------------- |
| Выкманов I (чеш. Vykmanov I)                                        | C                     | Яхимов        | 1. 3. 1949          | используется до сих пор |
| '''Марианска (старый лагерь, чеш. Mariánská, starý tábor) &nbsp;''' | B                     | Яхимов        | 4. 6. 1949          | осень 1953              |
| Прокоп (чеш. Prokop)                                                | T                     | Горни-Славков | 2. 7. 1949          | 14. 5. 1955             |
| Элиаш I (чеш. Eliáš&nbsp; I)                                        | N                     | Яхимов        | 29. 7. 1949         | конец 1951              |
| Ровность (старый лагерь. чеш. Rovnost, starý tábor)                 | P                     | Яхимов        | 15. 9. 1949         | весна-лето 1950         |
| Сворность (чеш. Svornost)                                           | K                     | Яхимов        | 4. 12. 1949         | 29. 10. 1954            |
| (Лежнице чеш. Ležnice)                                              | O                     | Горни-Славков | 26. 1. 1950         | 22. 8. 1955             |
| Центральный лагерь (чеш. Ústřední tábor)                            | D                     | Яхимов        | 4. 2. 1950          | 12. 12. 1954            |
| Братство (чеш. Bratrství)                                           | M                     | Яхимов        | 21. 2. 1950         | 12. 6. 1954             |
| Ровность (nový tábor)                                               | P                     | Яхимов        | 1950                | 1. 6. 1961              |
| Элиаш II (чеш. Eliáš II)                                            | N                     | Яхимов        | 8. 12. 1950         | 1. 4. 1959              |
| Выкманов II (Vykmanov II)                                           | L                     | Jáchymov      | до февраля 1951     | 26. 5. 1956             |
| Святопулк (чеш. Svatopluk)                                          | V                     | Горни-Славков | февраль-апрель 1951 | 14. 5. 1955             |
| Вршек-Барбора (чеш. Vršek-Barbora)                                  | E                     | Яхимов        | июнь 1951           | 30. 3. 1957             |
| XII                                                                 | X                     | Горни-Славков | июнь-июль 1951      | 9. 8. 1954              |
| Во́йна (чеш. Vojna)                                                  | U                     | Пршибрам      | до 20. 7. 1951      | 1. 6. 1961              |
| Николай (чеш. Nikolaj)                                              | A                     | Яхимов        | сентябрь 1951       | 1. 7. 1958              |
| Бытиз (чеш. Bytíz)                                                  | Z                     | Пришибрам     | май 1953            | используется до сих пор |
| Марианска, чеш. Mariánská (nový tábor)                              | B                     | Яхимов        | осень 1953          | 1. 4. 1960              |